# Vanja Drach
Vanja Drach (Bošnjaci, 1. veljače 1932. – Zagreb, 6. rujna 2009.) je bio hrvatski kazališni, televizijski i filmski glumac.

## Životopis
Vanja Drach je rođen u Bošnjacima pokraj Županje kao Ivan Drach, u obitelji cijenjenog vinkovačkog trgovca koji umire već 1943. nakon čega odrasta samo s majkom. Nakon gimnazije, gdje stječe nadimak Vanja radi problema oko učenja ruskog jezika, odlazi na studij medicine u Zagreb, ali nakon godinu dana napušta fakultet i upisuje Kazališnu Akademiju (kod prof. Gavelle). Nakon završenog studija glumi dvije godine u Dramskom kazalištu Gavelli (tada Dramsko kazalište), te po nagovoru  Bojana Stupice prelazi u Hrvatsko narodno kazalište. Godine 1975. prelazi kod Relje Bašića u „Teatar u gostima“ gdje u sljedećih pet godina gostuje po cijeloj Hrvatskoj, Jugoslaviji i međunarodno s brojnim uspješnicama. Nakon tog razdoblja vraća se u HNK, iako igra i dalje u gotovo svim kazalištima u Zagrebu. Izuzetno je značajan njegov rad na Hrvatskom radiju (prije Radio Zagreb) gdje desetljećima surađuje u dramskom programu, te u programima proze i poezije (Dnevnici i pisma, te Poezija naglas) koje je uređivao Danijel Dragojević.
Iako je poznatiji kao kazališni glumac gdje je s velikim uspjehom igrao brojne značajne uloge u antičkim dramama, djelima ruskih, francuskih, engleskih i američkih klasika i modernista, te ulogama iz domaćeg repertoara, pri čemu je osobito bio uspješan u tumačenju Krležinih uloga, Vanja Drach je odigrao više od dvadesetak značajnih, uglavnom karakternih, uloga u filmovima različitih žanrova (debitirao u H-8 (1958.) Nikole Tanhofera). Često je s uspjehom nastupao i u kratkim igranim filmovima (npr. Branka Majera i Vatroslava Mimice) te u TV dramama i serijama.
Za svoj rad dobio je mnoge nagrade. Godine 1962. dobio je Nagradu grada Zagreba za ulogu Franza von Gerlacha iz Sartreovih Zatočenika Altone, potom dvije Sterijine nagrade, nagradu Dubravko Dujšin (Vjesnik) dobiva 1986. za ulogu Orlanda u Krležinom Putu u raj, a Nagradu Orlando 1990. za ulogu Polonija u Shakespeareovom Hamletu. Dobitnik je i nekoliko Nagrada hrvatskoga glumišta. Godine 1994. dobiva nagradu Tito Strozzi, a 1997. nagradu Zlatni smijeh (Dani Satire) za ulogu Serebrjakova u Ujaku Vanji. Godine 2005. primio je i nagradu Vladimir Nazor za životno djelo.
Vanja Drach umro je 6. rujna 2009. nakon kratke i teške bolesti u 77. godini života. Rak pluća mu je dijagnosticiran četiri mjeseca ranije. Vanja Drah,  po svojoj želji sahranjen je na Vinkovačkom groblju u obiteljskoj grobnici kraj svojih roditelja. Dvije zadnje uloge su mu bile u Lud, zbunjen, normalan i Bibin svijet.

## Filmografija

### Televizijske uloge
- "Letovi koji se pamte" (1967.)
- "Kad je mač krojio pravdu" (1967.)
- "Zlatni mladić" (1970.)
- "Opasni susreti" (1973.)
- "Kapelski kresovi" kao doktor Bitte (1974.)
- "U registraturi" kao učitelj (1974.)
- "Gruntovčani" kao Kuzminec (1975.)
- "Punom parom" (1978.)
- "Nikola Tesla" (1979.)
- "Nepokoreni grad" kao Kipar (1981.)
- "Velo misto" (1981.)
- "Dani AVNOJ-a" kao Zlatko Baloković (1983.)
- "Inspektor Vinko" kao drug Puh (1984.)
- "To nije moj život, to je samo privremeno" (1985.)
- "Ptice nebeske" (1989.)
- "Dirigenti i mužikaši" kao Nacek Barulek (1990.)
- "Aleksa Šantić" (1992.)
- "Zlatni vrč" kao tata Hita (2004.)
- "Kazalište u kući" kao Albert pl. Planović (2007.)
- "Bibin svijet" kao Alojz Fruk (2008. – 2009.)
- "Lud, zbunjen, normalan" kao doktor Điđimilović (2007. – 2009.)

### Filmske uloge
- "H-8" kao Krešo (1958.)
- "Susedi" kao narator (sveznajući pripovjedač) (1959.)
- "Tri četrtine sonca" kao kolega (1959.)
- "Akcija" kao Kos (1960.)
- "Čovjek od važnosti" (1961.)
- "Carevo novo ruho" kao luda (1961.)
- "Pustolov pred vratima" (1961.)
- "Minuta za umor" (1962.)
- "Telefon" (1962.)
- "Ženidba gospodina Marcipana" (1963.)
- "Opasni put" kao Johan (1963.)
- "Autobiografija utopljenice" kao Perica (1964.)
- "Svanuće" (1964.)
- "Banket" (1965.)
- "Oluja na ulici" (1965.)
- "Ključ" (1965.)
- "Četvrta dimenzija" (1965.)
- "Sedmi kontinent" (1966.)
- "Godine ratne, godine mirne" (1967.)
- "Kineski zid" (1967.)
- "Iluzija" (1967.)
- "Crne ptice" kao Marijan (1967.)
- "25.550 dana građanina Zgubidana" (1968.)
- "Kad čuješ zvona" (1969.)
- "Timon" (1973.)
- "Kao u lošem romanu" (1974.)
- "Doktor Mladen" kao Major von Bernuss (1975.)
- "Jagoš i Uglješa" kao Nijemac (1976.)
- "Pucanj" kao Franjo Grgeč (1977.)
- "Bombaški proces" (1978.)
- "Sve su plave" (1978.)
- "Ljubica" (1978.)
- "Probni rok" (1979.)
- "Godišnja doba Željke, Višnje i Branke" (1979.)
- "Usporeno kretanje" (1979.)
- "Tajna Nikole Tesle" (1980.)
- "Poglavlja iz života Augusta Šenoe" (1981.)
- "Visoki napon" (1981.)
- "Vlakom prema jugu" kao Kukec (1981.)
- "Ifigenija u Aulidi" (1983.)
- "Put u raj" (1985.)
- "Za sreću je potrebno troje" kao Ivan (1985.)
- "Obećana zemlja" (1986.)
- "Đavolji raj" kao major Von Richter (1989.)
- "Volio bih da sam golub" (1990.)
- "Krhotine" kao urednik (1991.)
- "Galilejevo uzašašće" (1991.)
- "Čaruga" (1991.)
- "Papa Sixto V" (1992.)
- "Mor" (1992.)
- "Zlatne godine" kao Relja (1993.)
- "Gospa" kao njemački novinar (1994.)
- "Bogorodica" (1999.)
- "Garcia" (1999.)
- "Serafin, svjetioničarev sin" kao Major (2002.)
- "Svjedoci" kao penzioner (2003.)
- "Infekcija" kao profesor Rudolf (2003.)
- "Muklo" (2005.)
- "Libertas" kao Saro (2006.)
- "Sve džaba" kao Fara (2006.)
- "Iza stakla" kao Majin otac (2008.)
- "Čovjek ispod stola" kao starac (2009.)
- "Neka ostane među nama" kao Matko (2010.)

### Sinkronizacija
- "Tarzan 2" kao Zugor (2005.)
- "Bambi" kao Veliki princ (2005.)
- "Dama i Skitnica" kao Vjeran (2006.)
- "Knjiga o džungli 2" kao Pukovnik Hathi (2008.)
- "Snjeguljica i sedam patuljaka" kao Ljutko (2009.)
- "Pinokio" kao Geppetto (2009.)

## Vanjske poveznice
- LZMK / Hrvatska enciklopedija: Drach, Vanja
- LZMK / Proleksis enciklopedija: Drach, Vanja
- LZMK / Hrvatski biografski leksikon: Drach, Vanja  Arhivirana inačica izvorne stranice od 5. ožujka 2016. (Wayback Machine) (autorica: Jasna Ivančić, 1993.)
- LZMK / Krležijana: Drach, Vanja
- Gradsko dramsko kazalište Gavella: Vanja Drach
- HNK u Zagrebu: In memoriam – Vanja Drach[neaktivna poveznica]
- Index.hr – Preminuo glumac Vanja Drach
- Nacional.hr – Tanja Simić: »Vanja Drach – majstor glume iz Gavelline garde« (intervju)
- Vanja Drach u internetskoj bazi filmova IMDb-u (engl.)
- Vanja Drach Hrvatska enciklopedija